# Andor Lilienthal
Andor Lilienthal, ros. Андрэ Арнольдович Лилиенталь (ur. 5 maja 1911 w Moskwie, zm. 8 maja 2010 w Budapeszcie) – węgierski szachista, arcymistrz.

## Życiorys
Urodził się w Rosji, ale od drugiego roku życia mieszkał na Węgrzech. Jako młodzieniec spędzał cały wolny czas w szachowych kawiarniach Budapesztu. Zmuszony ubóstwem grał na stawki pieniężne, szybko zyskując renomę silnego szachisty. W 1929 roku pojechał do Wiednia, gdzie zremisował partię w symultanie z byłym mistrzem świata, Jose Raulem Capablancą. Utrzymując się z szachów odwiedził Berlin i Paryż. W 1930 roku w Paryżu otrzymał pierwsze zaproszenie na turniej międzynarodowy, w którym zajął czwarte miejsce. W 1934 roku w Hastings wspólnie z mistrzem świata Aleksandrem Alechinem zajął drugie miejsce za Salomonem Flohrem. W tymże roku zwyciężył w turniejach w Barcelonie (wspólnie z Georges’em Koltanowskim i Ksawerym Tartakowerem), Budapeszcie i Sitges. W następnym turnieju w Hastings (1934/35) razem z Michaiłem Botwinnikiem zajął piąte miejsce. W tym turnieju pokonał Jose Raula Capablancę w pięknej partii z ofiarą hetmana.
Lilienthal reprezentował Węgry na trzech kolejnych olimpiadach szachowych. W 1933 w Folkestone i w 1935 roku w Warszawie zdobył dwa złote medale indywidualnie, nie przegrywając partii. W 1937 roku w Sztokholmie poprowadził drużynę Węgier do srebrnego medalu, grając na pierwszej szachownicy.
Od 1935 roku Lilienthal mieszkał w Moskwie, w 1939 roku przyjął radzieckie obywatelstwo. Brał udział w ośmiu finałach mistrzostw Związku Radzieckiego, największy sukces odnosząc w 1940 roku – I miejsce wspólnie z Igorem Bondarewskim. W 1948 roku zajął V miejsce w pierwszym turnieju międzystrefowym w Saltsjöbaden i awansował do turnieju pretendentów, w którym zajął VIII miejsce. Był w gronie dwudziestu siedmiu szachistów, którym w 1950 roku Międzynarodowa Federacja Szachowa przyznała po raz pierwszy tytuł arcymistrza. W latach 1951–1960 był trenerem Tigrana Petrosjana. Przyjaźnił się z Wasilijem Smysłowem, któremu sekundował w meczu o mistrzostwo świata z Michaiłem Botwinnikiem.
W 1967 roku powrócił na stałe do Budapesztu. Mógł poszczycić się zwycięstwami z mistrzami świata Emanuelem Laskerem, Jose Raulem Capablancą i Aleksandrem Alechinem. W swojej karierze spotkał się przy szachownicy z dziesięcioma kolejnymi mistrzami świata.
Jeśli chodzi o retrospektywnie obliczony ranking historyczny Lilienthalowi przypisywane jest 6. miejsce na świecie w roku 1934 za Alechinem, Euwe, Flohrem, Bogolubowem i Kashdanem.